# Хартрон
«Хартрон» — науково-виробнича організація, провідний світовий розробник і виробник систем керування у ракетно-космічній галузі (ракети стратегічного призначення, ракети-носії космічних апаратів (легкого й середнього класу), системи керування космічних апаратів важкого класу), енергетиці (у тому числі атомній), залізничному транспорті.

## Історичний екскурс

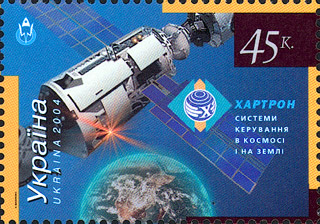
Поштова марка України, присвячена «Хартрону», 2004

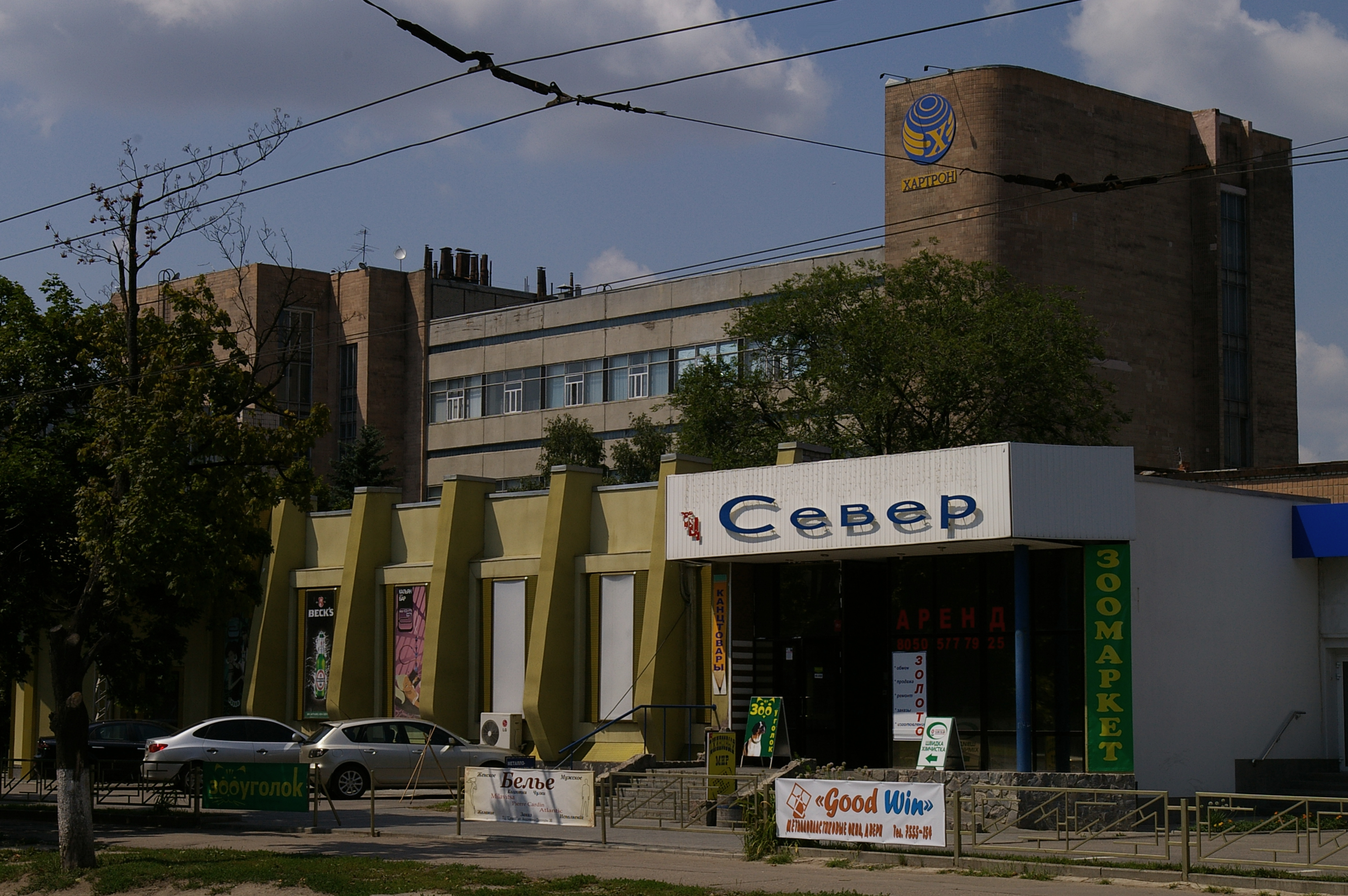
Будівля «Хартрона» в Харкові

Підприємство «Хартрон» було засноване в м. Харкові в 1959 році як науково-виробниче об'єднання (НВО «Електроприлад», КБЕ, п/я 67) з розробки, виробництва та експлуатації автоматичних систем управління ракетно-космічними комплексами. Особливе конструкторське бюро (ОКБ-692, а/с 67) із систем управління міжконтинентальних ракет, розміщувалося тоді на Зміївському шосе (тепер — проспект Гагаріна).
У колишньому СРСР (єдине в Україні) підприємство входило в трійку провідних фірм, що створювали системи керування для ракетно-космічної техніки (у тому числі для міжконтинентальних балістичних ракет SS-18 і SS-19).
 Ракети-носії з системами управління розробки «Хартрона» («Циклон», «Енергія» та ін .) вивели на орбіту близько 1000  космічних апаратів серії «Космос», «Цілина», «Океан», «Коронас»,  «Купон» та інших.
Досвід створення систем управління для модулів «Квант-1», «Квант-2», «Кристал», «Спектр», «Природа» космічного комплексу «Мир» дозволив «Хартрону» розробити й успішно застосувати системи автоматичного стикування для функціонально-вантажного блоку «Зоря» міжнародної космічної станції (МКС).
Нові економічні умови поставили перед «Хартроном» нові завдання. Нині акціонерне товариство «Хартрон» являє собою  «холдингову» компанію, підприємства якої, розташовані в Харкові й Запоріжжі, спеціалізуються на вирішенні широкого кола господарських завдань з використанням накопиченого унікального науково-технологічного потенціалу «Хартрона».
Згодом з низки основних підрозділів КБЕ був утворений «Хартрон-Аркос», до якого в результаті перейшла вся основна тематика підприємства. У різні роки керівниками підприємства були Борис Михайлович Конопльов, Володимир Григорович Сергєєв, Анатолій Григорович Андрющенко, Яків Ейнович Айзенберг.
В даний час «Хартрон-Аркос» активно бере участь в українських, російських і міжнародних космічних проектах, створюючи нові й модифікуючи вже існуючі системи управління ракет-носіїв для забезпечення комерційних пусків (комплекси «Циклон-4», «Дніпро», «Рокот», «Стріла»).

## Підрозділи
- «Хартрон-Аркос» (розробка, виготовлення, випробування, впровадження та супровід різноманітних  систем керування) — Офіційний сайт

- «Хартрон-Плант» (розробка та виготовлення друкованих плат, металоконструкцій, ін) — Сторінка

- «Хартрон-Юком» (розробка, виготовлення, постачання, впровадження, супровід різноманітних  систем керування) — Сторінка

- «Хартрон-Інкор» (розробка, виготовлення, впровадження, супровід систем візуального інформування для вокзалів на базі електронних табло, турнікетних систем, ін) — Сторінка

- «Хартрон-Енерго» (Розробка, виготовлення, постачання та супровід радіоелектронної апаратури для систем управління  атомних і теплових електростанцій, газоаналізаторів, ін) — Сторінка

- «Елон-ТТ» (розробка, постачання та обслуговування АСУ ТП для металургійної та коксохімічної промисловості, транспортування нафти і газу) — Сторінка

- «Хартрон-Експрес» (Розробка, виготовлення, впровадження, супровід устаткування для залізничного транспорту, систем пожежно-охоронної сигналізації, автоматичних систем управління та діагностики промислових кондиціонерів) — Офіційний сайт [Архівовано 17 квітня 2011 у Wayback Machine.]

- ЗАТ «Хартрон-Інкорпорейтид» (управління швидкозростаючими сферами бізнесу, орієнтованими на корпоративних споживачів продуктів і послуг, девелопмент) — Офіційний сайт [Архівовано 19 лютого 2011 у Wayback Machine.]

## Продукція
Розроблені системи управління для :

| Ракет: - Енергія - Циклон - Циклон-4 - Циклон-4М - СС-7 - СС-8 - СС-9 - СС-15 - СС-18 / Дніпро - СС-19 | Орбітальних модулів: - Квант-1 - Квант-2 - Кристал - Природа - Спектр | Супутників: - Понад 150 супутників серії «Космос» |